# جورا (إقليم فرنسي)
 جورا أو جورة 39 (بالفرنسية: Jura)‏ هو إقليم فرنسي تابع لمنطقة برغونية فرانش كونتيه. بلغ عدد سكانه 258,555 نسمة عام 2021.

تعليق

## معرض صور

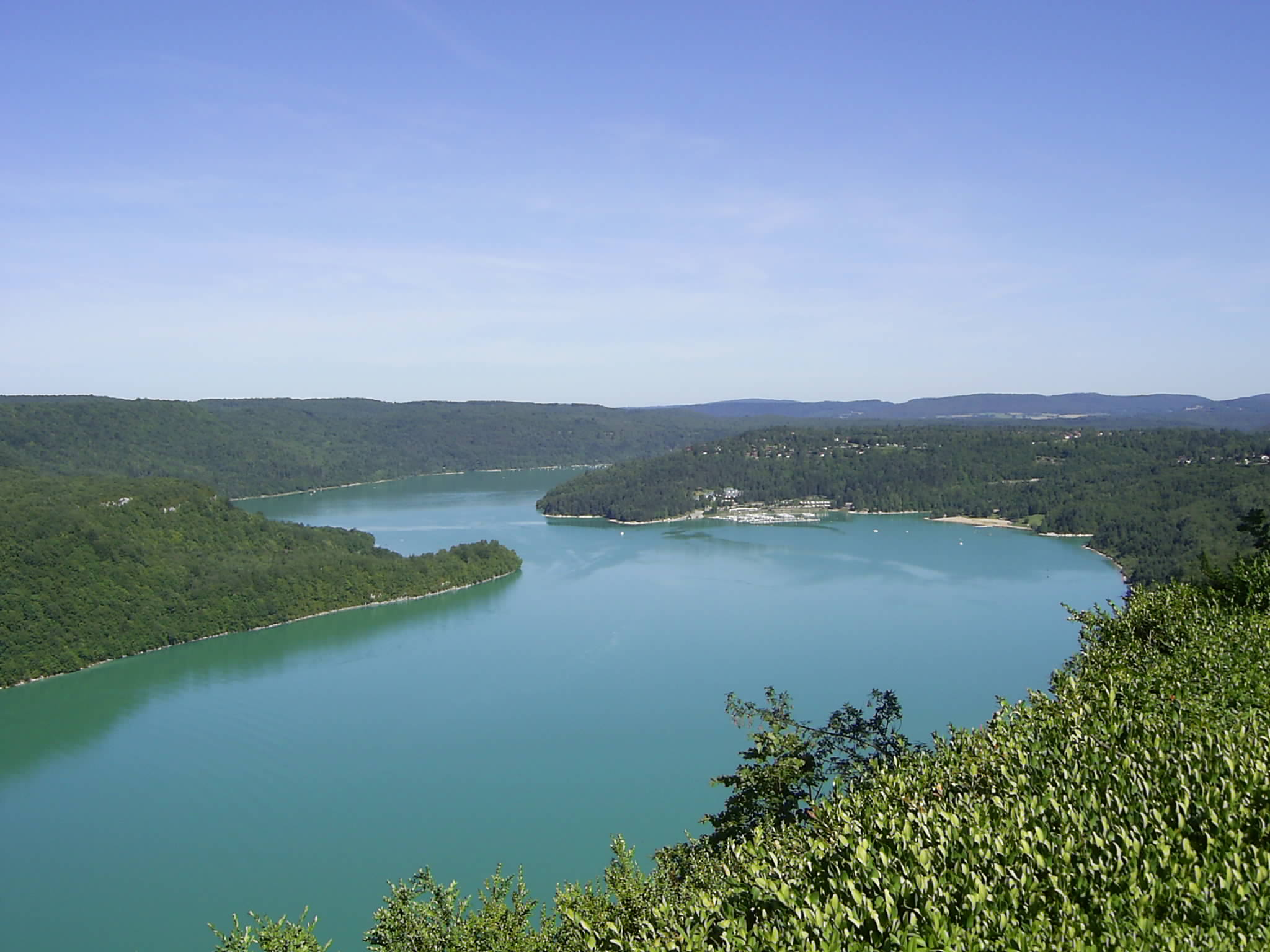
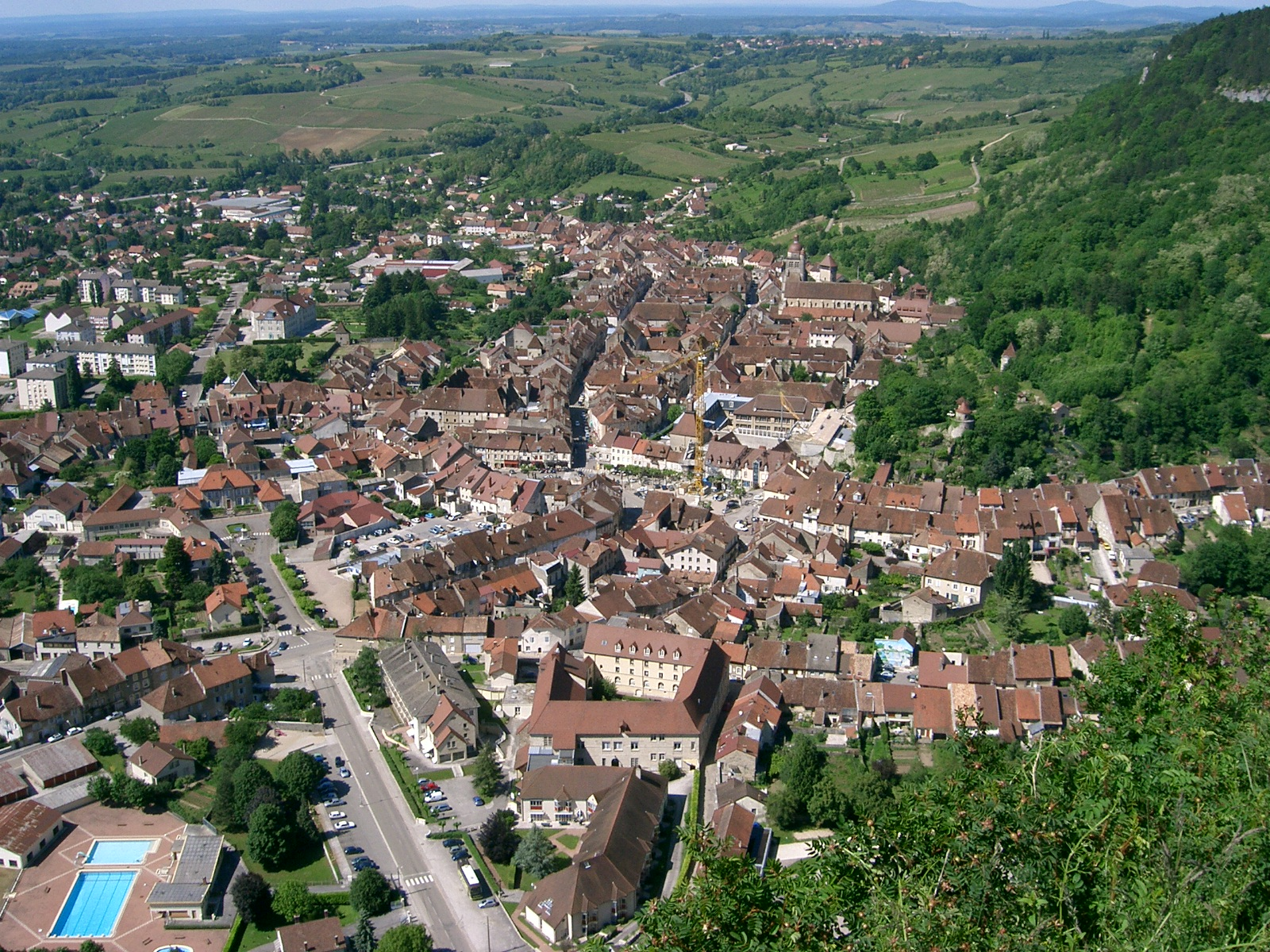
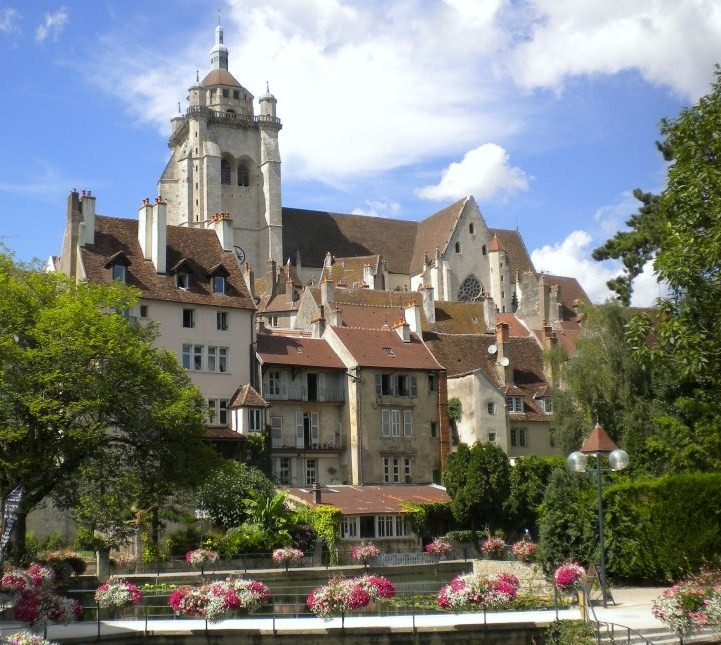
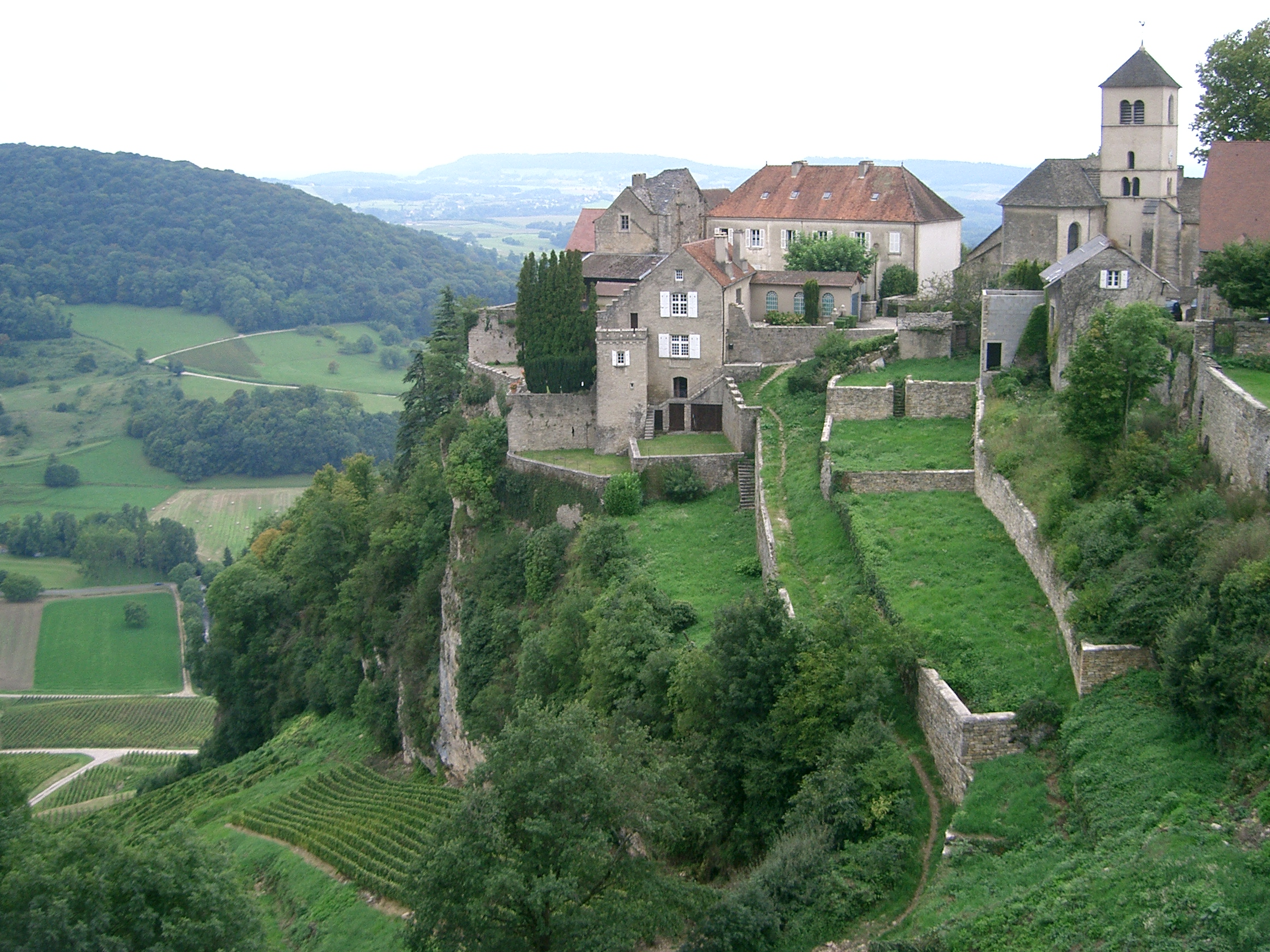
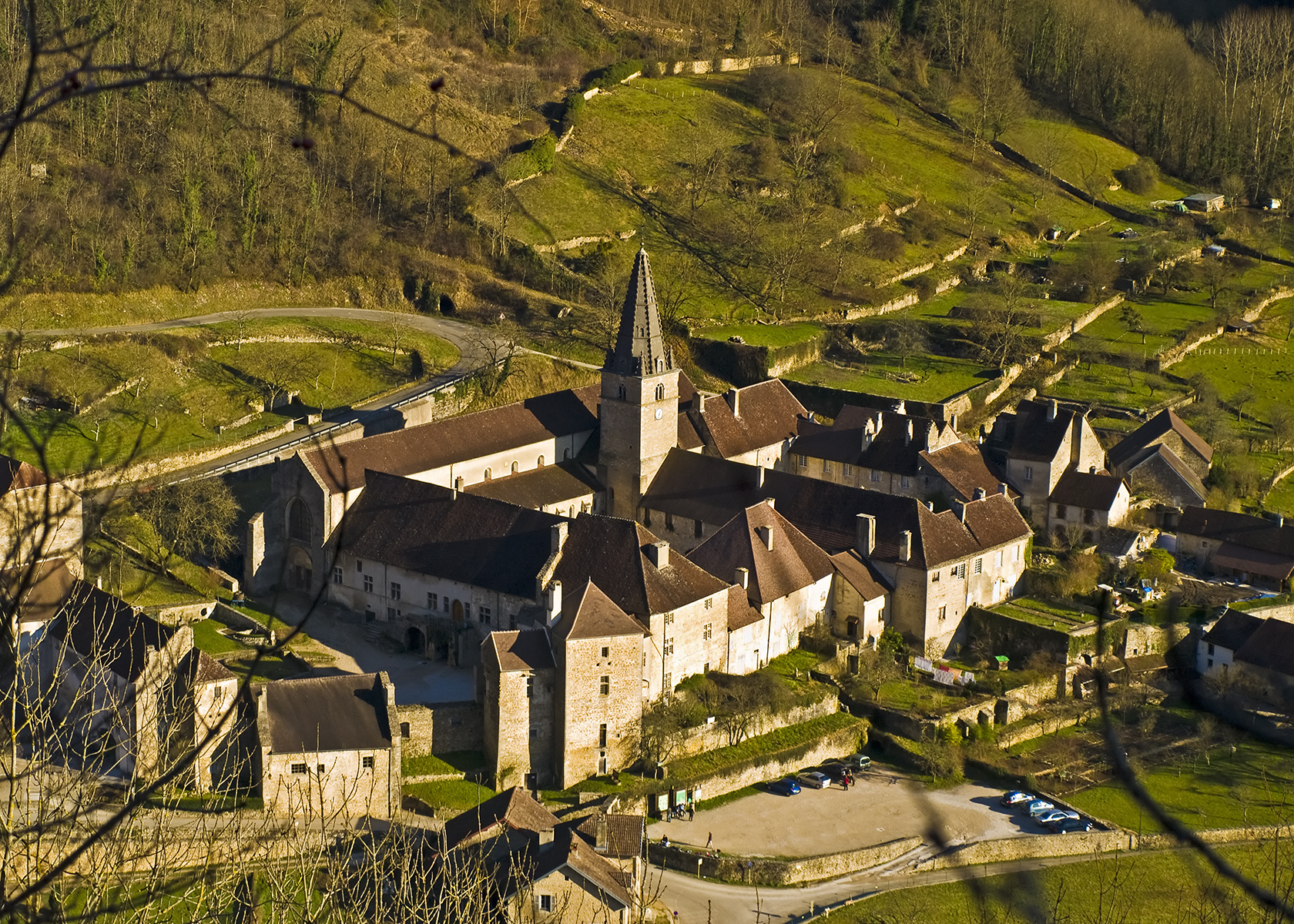

## أعلام
- جيرار بايلي
- كلود ميشيل